# Georges Bizet
George Bizet (egl. Alexandre-Cesar-Leopold Bizet) (født 25. oktober 1838 i Paris, død 3. juni 1875) var en fransk komponist, som er ophavsmand til en af de mest populære franske operaer, Carmen  (1875). 

## Biografi

### En begavet musiker
Alexandre-César-Leopold Bizet blev født på 78 rue de la Tour d'Auvergne i Paris den 25. oktober 1838. Han blev hurtigt omdøbt til Georges den 16. marts 1840. Hans far, der først var frisør og barber, blev omskolet og begyndte at undervise i sang i 1837. Hans mor var pianist og lærte ham at spille på instrumentet. Hans onkel Francois Delsarte var professor i sang og specialist i Gluck og berømt i hele Europa. Opera og klaver satte derfor deres præg på Bizet fra starten.
Han viste hurtigt talent for musik og blev optaget på Conservatoire National Supérieur de Musique et de Danse de Paris i en alder af ni år og modtog undervisning i klaver af Marmontel. Han fik andenpræmien for klaverspil i 1851 og førstepræmien i 1852. Samme år begyndte han orgelklasse hos Benoist. I 1853 begyndte han at modtage undervisning i komposition hos Jacques Fromental Halévy, der havde skrevet operaer, herunder La juive, og som også havde regnet Charles Gounod blandt sine elever. Den unge Bizet modtog andenpræmie for orgel og fuga i 1854 og førstepræmien i 1855. Han arbejdede også med Peter Zimmermann, Marmontels forgænger på konservatoriet. 
I efteråret 1855, i en alder af sytten år, komponerede han på en måned sin første symfoni, i C-dur, et værk der er præget af stor livlighed, inspireret af Gounods første symfoni, som han også udgav i en version for firehændigt klaver. Denne symfoni i C blev først genopdaget i 1933 i konservatoriets arkiver og blev førsteopført to år senere i Basel. I 1856 vandt syngespillet Le Docteur Miracle (førsteopført 9. april 1857) førstepræmie i en konkurrence arrangeret af Jacques Offenbach ex æquo med en anden novicekomponist, Charles Lecocq. 

### Prix de Rome og Villa Medici
Da han var 19, vandt han Prix de Rome for kantaten "Clovis et Clotilde". Denne pris var et prestigefyldt udgangspunkt for en karriere som komponist, og belønningen var tre år i Villa Medici. Académie de France i Rom, som Napoléon Bonaparte havde overført til Villa Medici, modtog unge kunstnere for at hjælpe dem med at forbedre deres kunst; til gengæld skulle kunstnerne producere et årligt værk, der skulle forelægges til bedømmelse i Paris. Disse værker blev kaldt envois de Rome (forsendelser fra Rom). Opholdet i Italien væk fra familien var af stor betydning for den unge musiker, der fandt en lykke i at være fri og i Roms skønhed og den omgivende natur. Dette lykkelige ophold hjalp Bizet til at vokse og overvinde de strenge regler, som skolen og hans mor havde pålagt ham. "Le Bizet de Carmen est né en Italie! " (Carmens Bizet blev født i Italien!).
Under sit ophold på Académie de France producerer Bizet følgende "forsendelser":
- En italiensk opera buffa: Don Procopio
- En ouverture: La Chasse d'Ossian
- En komisk opera i én akt: La Gulza de l'émir til en en libretto af Barbier og Carré, som han senere kasserer

### Et svært familieliv og økonomiske vanskeligheder
Tilbage i Frankrig helligede Bizet sig undervisning og komposition. Han er knap 25 år gammel, da Leon Carvalho i 1863 bestiller Les Pêcheurs de Perles til en libretto af Carré Corman til opførelse på Théâtre Lyrique. Berlioz anmelder værket positivt i Journal des Débats den 8. oktober 1863 efter at have nydt "un nombre considérable de beaux morceaux expressifs pleins de feux et d'un riche coloris" ("et betydeligt antal af smukke stykker fyldt med udtryksfuld stemning og flotte farver"). Dette værk er en opmuntrende succes for den unge komponist; det modtager atten opførelser.
På bestilling og til en libretto af J.H.V. St. George og J. Adenis, der frit har bearbejdet en roman af Walter Scott, The Fair Maid of Perth  komponerer Bizet i 1866 La Jolie fille du Perth, en opera i fire akter, som får premiere året efter.
Bizet bliver gift den 3. juni 1869 med Geneviève Halévy, hans kompositionslærers datter. Den unge komponist var da 30 år gammel, den unge kvinde kun 20. Han gifter sig således ind i Halévy-familien, en stor jødisk familie, der på daværende tidspunkt havde stor betydning i det franske samfund. Hans svigerfar er medlem af instituttet og livslang sekretær i Académie des Beaux Arts; Ludovic Halévy, den librettist der skrev librettoen til Carmen sammen med Henri Meilhac, er Genevièves fætter. Med Geneviève får han en søn, Jacques (1872-1922).
Han producerede mange klavertransskriptioner af operaer på vegne af forlagene Choudens og Heugel. Under krigen i 1870 sluttede han sig til nationalgarden og flyttede derefter til Libourne. Han kommer til Vesinet med sin far og derefter, i 1871, til Paris efter Pariserkommunen. Samme år komponerer han Petite suite d'orchestre, uddraget af hans Jeux d'enfant, for firehændigt klaver. Den bliver førsteopført den 2. marts 1873 på Théâtre de l'Odéon af Édouard Colonne. Djamileh bliver samme år opført på Opéra-Comique. 
Den 1. oktober 1872 får han opført L'Arlesienne på Théâtre du Vaudeville, men værket tages af plakaten efter efter tyve forestillinger. Han udgiver en orkestersuite fra værket samt en version for firehændigt klaver. Orkestersuiten får premiere i november 1872 ved Concerts Pasdeloup og får en uforglemmelig succes. Patrie for orkester opføres sidst i 1872 ved Concerts Pasdeloups vintercirkus. 
Bizet havde forestillet sig et komfortabelt liv efter sine tidlige succeser på Opéra-Comique, men de gentog sig ikke og Les Pêcheurs de perles, "La Jolie fille de Perth, "Djamileh" og L'Arlesienne" blev ikke kronet med stor succes og mange opførelser. En stor del af livet måtte Bizet arbejde for forlagene og med klaverundervisning for at klare sig. "Je travaille à me crever" ("Jeg er ved at drukne i arbejde") og "Je mène une existence insensée" ("Jeg fører et vanvittigt liv") skrev han bl.a. i sine breve.
Hans familieliv var ikke lykkeligere. Han kunne ikke dele sine problemer og bekymringer med sin kone Geneviève, der var en nervøs person, men måtte skjule dem for hende. I løbet deres ægteskabs seks år opnåede de ikke at finde parforholdets lykke. 

### Carmen, hans mesterværk
I 1875 slog Bizet sig ned i den lille landsby Bougival for at afslutte orkestreringen af Carmen og imødekomme denne nye bestilling fra Opéra-Comique, der ønskede "une petite chose facile et gaie, dans le goût de notre public avec, surtout, une fin heureuse" ("en lille let og glad ting efter vores publikums smag og, frem for alt, med en lykkelig slutning"). Han skulle få brug for al sin og librettisten Ludovic Halévys vedholdenhed for at overbevise direktøren for operakompagniet om at acceptere denne opera, der lå så langt fra forventningerne. Efter tre måneders utrætteligt arbejde var "Carmen", hans mesterværk, klar. Halévy havde samarbejdet med Henri Meilhac om librettoen; de to havde også skrevet teksterne til de mest berømte operaer af Jacques Offenbach: La Belle Hélène, La Vie parisienne og La Périchole. Bizet deltog i alle prøverne, som var udmattende: Han stødte sammen med sangerne, der ikke var vant til at bevæge sig på scenen og spille deres karakterer med den naturlighed, som Bizet forventede af dem, og med musikerne, som fandt denne opera for vanskelig og med direktøren som var forbitret over stykkets tema, som han fandt uanstændigt. 
Den 3. marts 1875 blev Bizet slået til ridder i æreslegionen, den dag Carmen fik en premiere, der viste sig at være en katastrofe. Musikere og sangere var middelmådige, sceneskiftene tog lang tid, så salen efterhånden blev tømt. Offentligheden og kritikerne var oprørte over denne historie, som pressen fordømte i moralens navn. Bizet var bestyrtet. Han havde pådraget sig en halsbetændelse, men besluttede mod alle råd til at søge tilflugt i sit hus i Bougival. Den 29. maj 1875 badede han i det iskolde vand i Seinen og fik umiddelbart efter et akut anfald af gigtfeber. Hans helbred forværredes, og om natten mellem den 2. og 3. juni indtraf der hjertekomplikationer, og han døde i en alder af 36 år. 
Carmen, der bygger på en novelle af Prosper Mérimée, er en af de hyppigst opførte operaer i verden. Publikums forkastelse af værket ved premieren skyldtes primært dets, publikums, moralske og borgerlige konformisme. Carmen er en løs kvinde uden religion eller respekt for den etablerede orden; hun går fra elsker til elsker og finder ingen regler udover dem, hendes frihed og fornøjelse dikterer hende. I Frankrig i slutningen af det nittende århundrede kunne publikum kun være chokeret over denne kvinde og historien om en brændende passion, der ender skidt, men i Europa gjorde Carmen efter Bizets død hurtigt indtryk; den første triumf fejrede værket i Wien i oktober 1875. Brahms overværede entusiastisk tyve forestillinger. Richard Wagner og Nietzsche talte også blandt beundrerne af det værk, som Tjajkovskij spåede ville være det mest berømte i verden indenfor ti år. Først da Carmen havde fået succes i hele verden, herunder USA og Rusland, tog Opéra Comique den igen på repertoiret, "une histoire pure et limpide comme celle d'une tragédie antique, qui commence dans la naïveté d'une carte postale et s'achève dans le sang" ("en historie ren og klar som en tragedie som begynder naivt og ender i blod" (J.-F. Sivadier, instruktør).

## Værker

### Sceneværker
- Le Docteur Miracle, opéra-bouffe (1856)
- Don Procopio, opéra-bouffe (1858-9)
- La Prêtresse, ufærdig operette
- Les Pêcheurs de perles, opera (1863)
- L'Andalousie, opéra (1864)
- Ivan IV, (1864-5)
- La Jolie Fille de Perth, opera (1866)
- Noé, opera af Jacques Fromental Halévy som Bizet færdiggjorde (1869)
- Djamileh, opera (1871)
- L'Arlésienne, musique de scène (1872)
- Carmen, opera (1875)

### Orkestermusik
- Symfoni nr. 1 i C-dur (1855)
- Ouverture (ca. 1855)
- Scherzo et Marche funèbre (1860-1)
- Six Chants du Rhin (1865)
- Marche funèbre (1868-1869)
- Symfoni nr. 2 "Souvenirs de Rome" («Roma») (1860-1868, rev. 1871)
- Jeux d'enfants. Orkestersuite af nos. 2, 3, 6, 11 og 12 fra Suite pour piano à quatre mains (1871)
- L'Arlésienne, suite n°1 (1872) – Suite no. 2 blev orkestreret efter komponistens død af Ernest Guiraud.
- Patrie, symfonisk ouverture (1873)

### Klavermusik og melodier
- Grande Valse de concert i Eb (1854)
- Nocturne en F- majeur (1854)
- 3 Esquisses musicales (1858)
- Chants du Rhin (1865)
- Variations chromatiques de concert (1868)
- Nocturne i D-dur (1868)
- Jeux d'enfants, 12 stykker for duo eller for firehændigt klaver (1871)

### Kormusik
- Vals i G-dur, for blandet kor og orkester (1855)
- La Chanson du Rouet, for solo og blandet kor (1857)
- Clovis et Clotilde, kantate (1857)
- Te Deum, for sopran, tenor, blandet kor og orkester (1858)
- Vasco de Gama, "ode-symphonie" (1859-1860)
- La mort s'avance, for blandet kor og orkester (1869)

### Sange
- Vieille Chanson (1865)
- Après l'hiver (1866)
- Feuilles d'album, seks sange (1866)
- Chants des Pyrénées, seks sange (1867)
- Berceuse (1868)
- La Coccinelle (1868)
- Sérénade: Ô, quand je dors (1870)
- Absence (1872)
- Chant d'amour (1872)

### Skrifter
- Lettres à un ami, 1865-1872

## Diskografi

### Værker for klaver
- Intégrale de l'œuvre pour piano – Setrak (1996, Harmonia Mundi HMA 1905223-24)
- Chants du Rhin – Luisada (1999, RCA + Fauré: Nocturne)

### Operaer
- Sir Thomas Beecham (Emi)
- Carmen – Teresa Berganza, Ileana Cotrubas, Placido Domingo, London Symphony Orchestra, Dir. Claudio Abbado (1978, DG)
- Carmen (extraits) -

### Suiter og symfonier
- Suite fra Carmen nos. 1 & 2, Suite fra L'Arlésienne nos. 1 og 2 – Orchestre des Concerts Lamoureux, dir. Igor Markevitch (december 1959, Philips "Silver Line" 420 863-2)
- Suites de l'Arlésienne nos. 1 og 2, Symfoni i C-dur – Royal Symphonic Orchestra, Orchestre National de la Radiodiffusion Française (symfonien), dir. Sir Thomas Beecham (1956 og 1959, Emi 5 67231 2)
- Suite de Carmen, Petite Suite d'orchestre, Suites de l'Arlésienne nos. 1 & 2 – Orchestre de la Bastille, dir. Myung-Whun Chung (marts 1991, DG 471 736-2)
- Symfoni i C-dur, Petite Suite d'orchestre, Suite fra La Jolie Fille de Perth – Orchestre de la Suisse romande, dir. Ernest Ansermet (Decca 433 721-2)

### Film
- Carmen Jones, instr. af Otto Preminger baseret på Carmen Jones af Oscar Hammerstein II med musik af Bizet.
- Carmen, film af Carlos Saura baseret på operaen og Prosper Mérimées novelle.
- Carmen, film af Francesco Rosi med Julia Migenes (Carmen), Placido Domingo (Don José), Ruggero Raimondi (Escamillo); Orchestre national de France dirigeret af Lorin Maazel.